# Henri Agasse
Henri Agasse (Parigi, 14 aprile 1752 – Parigi, 1º maggio 1813) è stato un editore e un libraio francese.

## Biografia
Figlio di Guillaume Agasse, signore di Maurevert e Cresne, funzionario della Casa reale e della Camera del Tesoro (Chambre aux deniers), e cavaliere di Maurevert, Consigliere segretario della Casa e Corona di Francia, Henri Agasse fu egli stesso ufficiale ai Gobelets della Maison du Roi e borghese di Parigi.
Avendo sposato, nel 1787, Antoinette Pauline Panckoucke, figlia dell'editore Charles-Joseph Panckoucke, quest'ultimo l'associò allo sviluppo della casa editrice di famiglia, i cui affari della libreria di Lilla erano diretti da Placide-Joseph Panckoucke, dopo la sua partenza per Parigi, nel 1762, prima di cederla a lui e ritirarsi nel 1794.
Agasse divenne proprietario dell'Encyclopédie méthodique e del Moniteur universel di suo suocero Panckoucke.
La loro casa editrice si trovava a Parigi (1790-1813) in rue Pavée, numero 12 e in rue des Poitevins (numéro 13; numero 18; numero 6).
Sul piano politico, fu membro della prima assemblea elettorale di Parigi, riunita a partire dall'ottobre 1790 ed ebbe il brevetto di tipografo il 1º aprile 1811.
La sua salma è inumata nel cimitero di Père-Lachaise (17ª divisione). Alla sua morte, la vedova ricevette il brevetto di tipografo per successione l'11 maggio 1813.

## Successione
Suo nipote Henry Agasse de Cresne fu notaio dal 1810 al 1837 e azionista della Banca di Francia. Egli fu anche associato alla ripresa della casa Panckoucke a partire dal 1847 e abitava in un castello nei dintorni di Melun. La sua fortuna era, alla sua morte, valutata a più di 3,5 milioni.